# Hartslagen
Hartslagen is een Belgische kortfilm uit 2007 en is geregisseerd door Vincent Coen en Sebastiaan Lagrou. In 2008 draaide de film op het TriBeCa Film Festival.

## Verhaal
De nacht voordat Fannie het ouderlijk huis gaat verlaten droomt ze over de sleutelmomenten van haar leven. De momenten waarin ze moest kiezen tussen vasthouden of laten gaan, de momenten waarop ze haar hart voelde slaan.

## Rolverdeling
| Acteur            | Personage        |
| ----------------- | ---------------- |
| Ella Bal          | Kleine Fannie    |
| Nona Bal          | Middelste Fannie |
| Charlotte Timmers | Grote Fannie     |
| Tom Dewispelaere  | Vader            |
| Ina Geerts        | Moeder           |
| Hélène Couvert    | Amaya            |
| Brenn Raets       | Gonzo            |

## Prijzen en nominaties
Vincent Coen en Sebastiaan Lagrou hebben in 2008 De Filmmaker's Award gewonnen op het Durango Independent Film Festival. Ook won het in de categorie Professional Short Narrative op het George Lindsey film festival. Op het WorldFest Houston International Film Festival won het de Speciale Jury Remi.